# Jokūbas Minkevičius
Jokūbas Minkevičius (* 27. März 1921 in Ufa, Baschkirische ASSR; † 5. Mai 1996 in Vilnius) war ein litauischer Philosoph und Politiker.

## Leben
Er lernte in Smilgiai (Rajongemeinde Šiauliai) und von 1932 bis 1940 am Gymnasium Šiauliai. Von 1940 bis 1941 diente er bei NKWD im Bezirk Šiauliai als stellv. Leiter einer Unterabteilung. Von 1946 bis 1954 arbeitete er bei Lietuvos komunistų partija in Kaunas. 1953 absolvierte er die Parteihochschule der KPdSU in Moskau.
Von 1959 bis 1963 lehrte er Marxismus-Leninismus am Kauno medicinos institutas und von 1963 bis 1971 an der Parteihochschule Vilnius. 1971 promovierte er in Philosophie zum Thema „Katholikwesen und Nation“. Ab 1974 war er Professor. Von 1990 bis 1992 war er Deputat im Seimas. Er war Mitglied der Litauischen Akademie der Wissenschaften.
Er war Mitglied der Lietuvos demokratinė darbo partija.